# Глогово
Глогово (болг. Глогово) — село в Болгарии. Находится в Ловечской области, входит в общину Тетевен. Население составляет 1675 человек.

## Политическая ситуация
В местном кметстве Глогово, в состав которого входит Глогово, должность кмета (старосты) исполняет Бисер Албенов Габровски (Движение за права и свободы (ДПС)) по результатам выборов.
Кмет (мэр) общины Тетевен — Николай Петров Павлов (Граждане за европейское развитие Болгарии (ГЕРБ)) по результатам выборов.